# Chapelle Notre-Dame-des-Armées de Versailles
 (janvier 2024).
Si vous disposez d'ouvrages ou d'articles de référence ou si vous connaissez des sites web de qualité traitant du thème abordé ici, merci de compléter l'article en donnant les références utiles à sa vérifiabilité et en les liant à la section « Notes et références ».
 (mars 2014).
Améliorez-le ou discutez des points à vérifier. 
La chapelle Notre-Dame-des-Armées est un édifice religieux catholique située à Versailles, au 10 impasse des Gendarmes. Construite en 1877 par Frantz Blondel (1843-1919, architecte versaillais du collège Saint-Jean-de-Béthune à Versailles) sous la direction des Pères eudistes, elle a d'abord servi de Foyer du Soldat. Roland-Gosselin, évêque de Versailles, confia aux prêtres eudistes, l'œuvre des militaires et fit, pour eux, construire une chapelle. Cette dernière fut, jusqu'en 1967, partie intégrante des foyer et aumônerie de l'Armée de Terre française, alors toujours menés par les eudistes.

## Œuvre militaire
Une œuvre militaire, destinée à entourer les soldats isolés et à combler leurs besoins spirituels, prit naissance à Paris en 1862 sous la direction de révérends pères eudistes. Sous la Commune en 1871, cette œuvre fut transférée à Versailles et prit le nom de Notre-Dame du Soldat. En 1877, l'œuvre achète un immeuble avec cour et grand jardin. La propriété est totalement transformée, et comme le foyer est très fréquenté, on construit plusieurs salles de réunions, une cantine, une lingerie, une salle de spectacles et une vaste chapelle à l'intention des soldats et de leurs familles. Ce foyer du soldat est soutenu spirituellement par une association de prières. Une archiconfrérie est érigée canoniquement en 1875 par le pape Léon XIII, Notre-Dame des Armées, qui compte alors plusieurs milliers de membres à travers toute la France.

## AuXXesiècle
Le 8 septembre 1914, une  apparition a eu lieu dans cette chapelle à Marcelle Lanchon, 23 ans, enfant de Marie qui deviendra religieuse, sous le nom de sœur Marie-France. Il s'agit d'une apparition de la Vierge, de sainte Thérèse, de saint Michel et du Seigneur. Le message concerne l'amour de la Vierge Marie pour la France, l'invitation à prier pour la France et le désir du Seigneur de régner sur la France. Le Seigneur demande de voir l'image de son Sacré-Cœur reproduite sur des drapeaux. L'apparition en tant que telle n'a pas fait l'objet de déclarations officielles même si Roland-Gosselin y était complaisant.
De style néo-gothique, elle est située au numéro 10 de l'impasse des Gendarmes, près de l'avenue de Paris et à côté de la mairie de Versailles ; desservie auparavant par la Fraternité sacerdotale Saint-Pierre, ce sont aujourd'hui des prêtres du diocèse de Versailles qui y assurent les offices selon la forme extraordinaire du rite romain, aidés en cela par l'association canonique Saint Jean Bosco.
Désormais, la chapelle Notre-Dame-des-Armées offre à ses fidèles une vie quasi-paroissiale sous la responsabilité d'un chapelain et de prêtres nommés par l'évêque de Versailles. Ainsi que l'a rappelé Monseigneur Aumonier lors de sa visite le 30 septembre 2001, cette communauté est une part de l'Église diocésaine de Versailles.

## Apparitions mariales
Marcelle Lanchon, religieuse française qui avait pris le nom de Sœur Marie-France, alors âgée de 23 ans, se prépare à devenir religieuse, sous le nom de sœur Marie-France. Le 8 septembre 1914, dans la chapelle Notre-Dame-des-Armées, elle dit avoir vu des apparitions mariales.
La Vierge lui serait apparue portant une ceinture aux couleurs du drapeau français, et la victoire de la Marne alors que la situation était critique pour les troupes françaises lui est parfois attribuée.
Le 31 décembre 1914, elle dit voir le Christ, lui aussi vêtu d'une écharpe tricolore (bleue, blanche et rouge), qui lui demande : « Je veux voir l'image de mon Cœur peinte sur ses drapeaux... ». 
L'histoire des rapports entre des dirigeants politiques et des mystiques, au sujet du Sacré-Cœur, est devenue prégnante en France à partir des années 1870 (par exemple, Claire Ferchaud et Raymond Poincaré, etc.). Les événements de Versailles ne sont donc qu'un épisode dans ce mouvement contemporain.

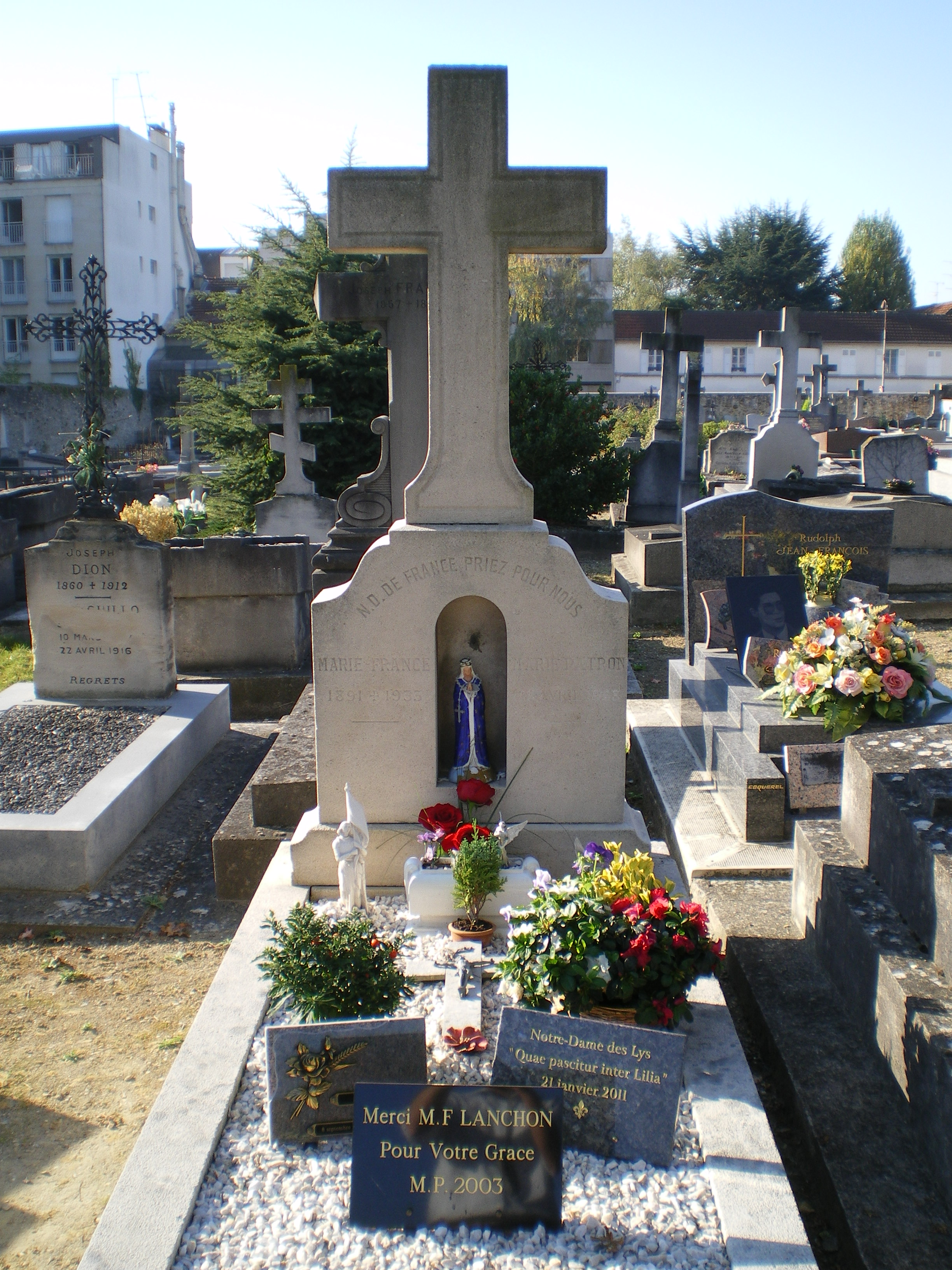
Tombe de Marcelle Lanchon.

Elle voulut, par humilité, rester ignorée. Elle mourut de la tuberculose après d'atroces souffrances, âgée de 41 ans, le 20 octobre 1933 dans sa communauté, au Chesnay.
Elle repose au cimetière Notre-Dame de Versailles.
Roland-Gosselin, évêque de Versailles, vint, en première visite officielle, le jeudi 12 décembre 1935, à la suite de laquelle il autorisa l'établissement d'une chapelle. Marcelle Lanchon reçut le nouveau nom de sœur Marie-France, en devenant vierge consacrée dans la « Pieuse Union des Adoratrices du Cœur de Jésus ». C'est une agrégation de laïcs, sorte de tiers-ordre, autorisée officiellement le 29 avril 1939. Roland-Gosselin approuva la Pieuse Union des Adoratrices du Cœur de Jésus. Il permit d'imprimer l'image de Marie, Reine de France, et la prière révélée au cours des apparitions.
Le 5 mars 1934, Roland-Gosselin, plutôt favorable aux événements, préside à l'inauguration des fresques décrivant l'apparition mariale, dans la chapelle Notre-Dame-des-Armées de Versailles. L'artiste a représenté la Vierge apparaissant dans des dimensions importantes : plus de 3 mètres de haut, avec les mains grandes ouvertes.
Ces apparitions n'ont pas été reconnues par l'Église catholique.